# 杉本直栄
杉本 直栄（すぎもと なおえ、1950年4月10日 - ）は、日本の実業家。ジャックス代表取締役社長や、同社代表取締役会長、日本クレジット協会会長を務めた。

## 人物・経歴
北海道出身。北海道大学経済学部卒業。1974年北日本信用販売（現ジャックス）入社。2002年取締役上席執行役員に昇格。2005年から代表取締役社長（CEO兼COO）を務め、信用保証業務の強化などを進めた。2011年代表取締役会長（CEO）。2012年取締役会長。2013年相談役。2015年から日本クレジット協会会長を務め、ICクレジットカード取扱店のロゴマーク策定などにあたった。